# Saurita pilipennis
Saurita pilipennis là một loài bướm đêm thuộc phân họ Arctiinae. Loài này được Zerny mô tả năm 1931. Loài này có ở Colombia.